# Ropalidia formosa
Ropalidia formosa är en getingart som först beskrevs av Henri Saussure 1854.  Ropalidia formosa ingår i släktet Ropalidia och familjen getingar. Inga underarter finns listade i Catalogue of Life.